# Tetraophasis
Tetraophasis D.G.Elliot, 1871 è un genere di uccelli galliformi della famiglia dei Fasianidi.

## Tassonomia
Comprende le seguenti specie:
- Tetraophasis obscurus (J.Verreaux, 1869) - pernice di Verreaux
- Tetraophasis szechenyii Madarász, 1885 - pernice di Szecheny